# Frank Cady
Frank Randolph Cady (ur. 8 września 1915 w Susanville, zm. 8 czerwca 2012 w Wilsonville) – amerykański aktor filmowy.

## Życiorys
Frank Cady urodził się w Susanville, w stanie Kalifornia. Podczas uczęszczania do szkoły średniej, pracował w lokalnej gazecie. Razem z rodziną przeprowadził się do stanu Oregon. Studiował dziennikarstwo na Uniwersytecie Stanforda. Na studiach spotkał swoją miłość i przyszłą żonę - Shirley.
Niezadowolony z życia akademickiego, podjął pracę konferansjera i prezentera wiadomości w różnych stacjach radiowych Kalifornii. W 1940 roku Frank i Shirley wzięli ślub. Jego kariera została przerwana w 1943 roku, kiedy wstąpił do Sił Powietrznych Armii Stanów Zjednoczonych, gdzie służył podczas II wojny światowej.
Od 1947 roku rozpoczęła się przygoda Cady’ego z filmem. Frank Cady najbardziej znany jest z roli Sama Druckera w serialach Petticoat Junction, Green Acres oraz The Beverly Hillbillies.
W 1991 roku Frank z żoną przeprowadzili się do Wilsonvilley. 22 sierpnia 2008 roku jego żona zmarła w wieku 91 lat. Oboje mieli córkę Catherine i syna Stevena. Doczekali się również troje wnuków i troje prawnuków. Frank Cady zmarł 8 czerwca 2012 roku w wieku 96 lat.

## Filmografia

### Filmy
- 1936: Pan z milionami jako rolnik
- 1947: Violence jako Jepson
- 1947: Sarge Goes to College jako prof. Edwards
- 1948: The Checkered Coat
- 1948: The Vicious Circle jako urzędnik
- 1948: Bungalow 13 jako Gus Barton
- 1948: He Walked by Night jako Pete Hammond
- 1949: City Across the River jako partner Shirley
- 1949: The Crooked Way jako Barnes
- 1949: The Sky Dragon jako urzędnik
- 1949: Flamingo Road jako Tom Hill
- 1949: Take One False Step jako reporter
- 1949: It's a Great Feeling jako okulista
- 1949: Abandoned jako Nolan
- 1949: Prejudice jako Pa Hanson
- 1949: The Lady Takes a Sailor jako Wentworth
- 1950: The Great Rupert jako Taney
- 1950: Young Man with a Horn jako urzędnik
- 1950: Perfect Strangers jako geolog
- 1950: D.O.A jako Eddie
- 1950: Asfaltowa dżungla jako urzędnik
- 1950: Ojciec narzeczonej jako gość
- 1950: The Next Voice You Hear... jako pracownik zakładu
- 1950: Convicted jako Eddie
- 1950: Pretty Baby jako woźny
- 1950: Pal, Fugitive Dog jako doktor
- 1950: Dial 1119 jako Fred Backett
- 1950: Emergency Wedding jako Hoff
- 1950: Experiment Alcatraz jako Max Henry
- 1950: Mrs. O’Malley and Mr. Malone jako Harry
- 1950: Hunt the Man Down
- 1951: Three Husbands jako windziarz
- 1951: Lightning Strikes Twice jako pracownik stacji
- 1951: Dear Brat jako Creavy
- 1951: As w potrzasku jako Federber
- 1951: When Worlds Collide jako Harold Ferris
- 1951: Let's Make It Legal jako Ferguson
- 1952: The Atomic City jako George Weinberg
- 1952: The Sellout jako Bennie Amboy
- 1953: Half a Hero jako Watts
- 1953: Marry Me Again jako dr Day
- 1954: Okno na podwórze
- 1955: Trial jako Canford
- 1955: Indiański wojownik jako Trader Joe
- 1956: The Bad Seed jako Henry Daigle
- 1956: Three Violent People jako dr Graham
- 1957: Gwiazda szeryfa jako Abe Pickett
- 1958: The Missouri Traveler jako Willie Poole
- 1958: The Girl Most Likely jako Pop
- 1959: The Man Who Understood Women jako John Milstead
- 1964: 7 Faces of Dr. Lao jako James Sargent
- 1967: The Gnome-Mobile jako Charlie Pettibone
- 1967: The Million Dollar Duck jako Assayer
- 1974: Zandy's Bride jako Pa Allan
- 1975: Hearts of the West jako Pa Tater
- 1990: Return to Green Acres jako Sam Drucker

### Seriale
- 1953–1964: The Adventures of Ozzie&Harriet jako dr Williams/Mathews/sąsiad/Baxter
- 1953: Life with Luigi
- 1956: Front Row Center jako Peter Ball
- 1956: December Bride
- 1956: Private Secretary jako Barney
- 1956: You Are There jako John Stark
- 1957: Jane Wyman Presents The Fireside Theatre jako Usher
- 1957: Broken Arro jako Thaddeus Parker
- 1958: Maverick jako Hamelin
- 1958: Trackdown jako Bob Tail
- 1958: Wagon Train jako George Barry
- 1959: 77 Sunset Strip jako pracownik hotelu
- 1959: The Gale Storm Show
- 1959: Sugarfoot jako Jay Hollis
- 1960: Make Room for Daddy jako Town Drunk
- 1960: The Deputy jako Rickert
- 1960: The Alaskans jako Bradshaw
- 1960: Markham jako lekarz
- 1960: Klondike jako Lester
- 1960: General Electric Theater jako George Hanson
- 1961: Rawhide jako magazynier
- 1961: Hawaiian Eye jako Harvey Gamson
- 1961: Guestward Ho! jako Harry Crawford
- 1961: Perry Mason jako Hiram Widlock/Joe
- 1961: Pete and Gladys jako kasjer
- 1961: Nietykalni jako Larry Croft
- 1962: Dennis the Menace jako dr Ferguson
- 1962: Cheyenne jako Wayne
- 1963: Wirgińczyk jako Hardy
- 1963: Wagon Train jako Hiram/Fitch
- 1963: Glynis jako George
- 1963: Grindl jako Burroughs
- 1963–1970: Petticoat Junction jako Sam Drucker
- 1964: The Great Adventure jako poganiacz
- 1964: Hazel jako Pincus
- 1964: Gunsmoke jako Webb
- 1965: The Andy Griffith Show jako Luke
- 1965–1971: Green Acres jako Sam Drucker/Ben Drucker
- 1966: The Andy Griffith Show jako Farley Upchurch
- 1968–1970: The Beverly Hillbillies jako Sam Drucker
- 1974: Hawaii Five-O jako Bergstrom
- 1974: These Are the Days jako Homer (głos)
- 1976: Monster Squad jako farmer
- 1977: Eight Is Enough
- 1977: ABC Weekend Specials jako Minney
- 1978: ABC Weekend Specials jako Sutter
- 1984: After MASH jako Gus Bell